# Simulium larvispinosum
Simulium larvispinosum är en tvåvingeart som beskrevs av Leon 1948. Simulium larvispinosum ingår i släktet Simulium och familjen knott. Inga underarter finns listade i Catalogue of Life.